# Christopher Lindinger

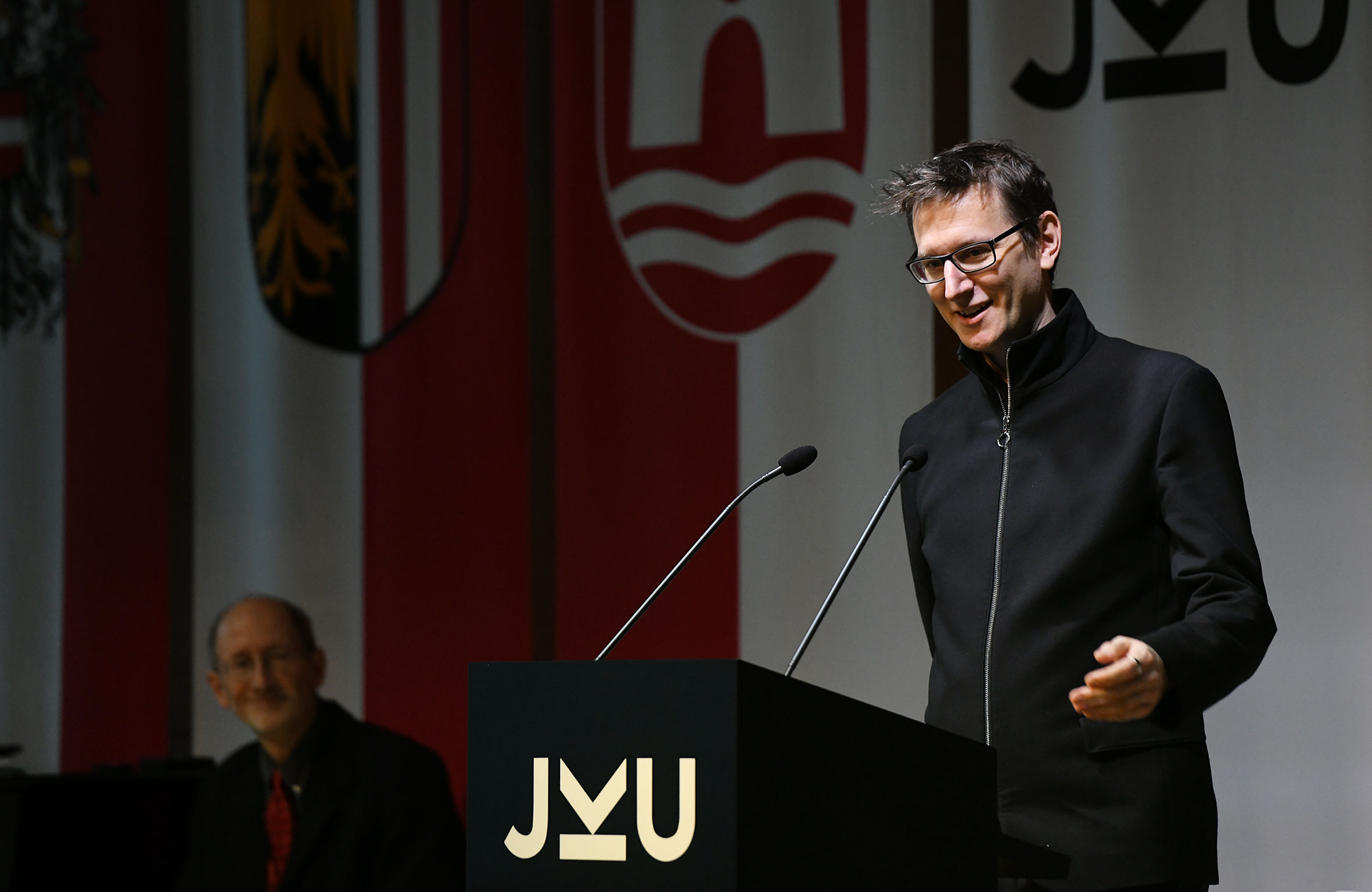
Christopher Lindinger

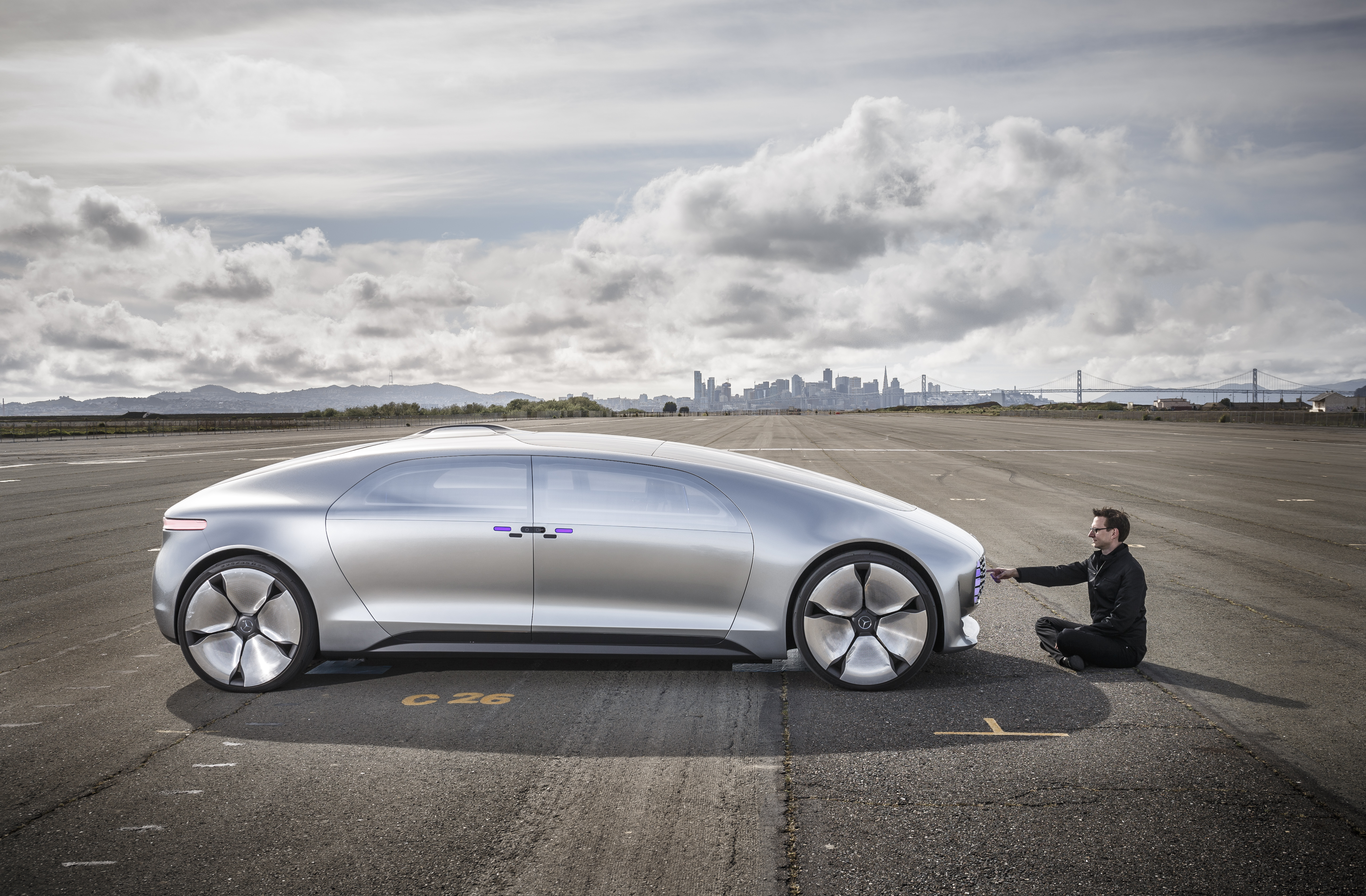
Christopher Lindinger mit dem autonomen Forschungsfahrzeug Mercedes-Benz F 015 auf der Teststrecke in Alameda (Kalifornien)

Christopher Lindinger (* 20. April 1977 in Hallein) ist ein österreichischer Innovationsforscher, Informatiker und Kulturmanager.
Vormals ab 2019 als Vizerektor für Innovation und ForscherInnen an der Johannes Kepler Universität Linz tätig, hat Christopher Lindinger seit 2023 die in diesem Jahr neu ins Leben gerufene Professur für Kunst & Digitalität der Universität Mozarteum Salzburg inne. 1997 zählte Lindinger zum Gründungsteam des Ars Electronica Futurelabs, von 2002 bis 2019 war er dort als Co-Direktor mit dem Bereich Forschung und Innovation betraut.

## Werdegang
Lindinger studierte Informatik an der Johannes Kepler Universität Linz und absolvierte ein postgraduales Kulturmanagement-Studium in Salzburg. An der University of Illinois in Chicago entwickelte er als Gastforscher Beiträge zur Supercomputer-Visualisierung abstrakter mathematischer Modelle. Er programmierte Software für die US-Raumfahrtbehörde NASA, das National Center for Supercomputing Applications (NCSA), das Research Institute for Symbolic Computation an der Johannes Kepler Universität Linz und die Computerspiele-Industrie.
Aufgrund seiner Aktivitäten im Zusammenhang mit neuen Technologien, interdisziplinärer Forschung sowie digitaler Kunst war er 1997 Gründungsmitglied des Ars Electronica Futurelabs. Christopher Lindinger realisierte Medienkunstprojekte, wie Gullivers Welt, kuratierte eine Reihe von Ausstellungen in diesem Umfeld, wie  die Schau Gesten – gestern, heute, übermorgen oder die interaktive Wanderausstellung Sparks, und war Jurymitglied bei Festivals und Wettbewerben.
Ab 2002 leitete er den Bereich Forschung und Innovation im Ars Electronica Futurelab und prägte F&E-Kooperationen mit internationalen Partnern aus Industrie und Wissenschaft. Dazu zählten unter anderem die Gestaltung von digitalen Creativity Support Tools, Untersuchungen zum Potenzial disruptiver Technologien wie VR oder Blockchain, Innovationsstrategien für gesellschaftliche Zukunftsszenarien und Anwendungen im Bereich der Robotik. Zu den Kunden des Medienlabors gehören  Unternehmen wie Audi, Vodafone, Honda Robotics, SAP, Toshiba oder Nokia und Einrichtungen wie das MIT Media Lab, das Royal College of Art in London oder die Universität Osaka. Als Gesamtprojektleiter und Co-Kurator verantwortete Christopher Lindinger auch den Museumsneubau und die Dauerausstellung des Ars Electronica Centers im Rahmen des Kulturhauptstadtjahrs Linz 2009.
Seit 2013 bildete die Entwicklung selbstfahrender Kraftfahrzeuge, vorrangig für Mercedes-Benz, einen zentralen Schwerpunkt seiner Arbeit als Forschungsleiter des Ars Electronica Futurelabs. Im Mittelpunkt der wissenschaftlichen Auseinandersetzung standen Nutzerakzeptanz, Interaktion zwischen autonomem Auto und Fußgängern sowie das vernetzte Ökosystem selbststeuernder Fortbewegungsmittel. Erstes Projekt dieser Kooperation war das Konzeptauto F 015 von Mercedes-Benz, das 2015 im Rahmen des Ars Electronica Festivals auch in Linz vorgestellt wurde.
Von Oktober 2019 bis Ende September 2023 war Christopher Lindinger Vizerektor des neu konzipierten Ressorts Innovation und ForscherInnen an der Johannes Kepler Universität Linz.
Im Rahmen seiner Funktionsperiode an der Johannes Kepler Universität Linz zeichnete Christopher Lindinger unter dem Titel Art & Science maßgeblich für die Etablierung eines Brückenschlags zwischen Kunst und Wissenschaft in Lehre und Forschung verantwortlich. Zu zentralen Projekten im Zuge dieser Verschränkung von Kunst und Wissenschaft – etwa in Form von Kooperationen mit Ars Electronica und der Universität für angewandte Kunst Wien – zählen unter anderem die LIT Ars Electronica Sondercalls in den Jahren 2020 bis 2022, die Schaffung der interaktiven europaweiten Plattform Art & Science Map für Institutionen an der Schnittstelle von Kunst und Wissenschaft und die Beteiligung der Johannes Kepler Universität Linz als Lead-Partnerin im Gewinner-Konsortium für die neunte Knowledge and Innovation Community (KIC) zum Thema Kultur und Kreativität – EIT Culture & Creativity. Während seiner Amtszeit als Vizerektor für Innovation und ForscherInnen erfolgte auch die Entwicklung des Bachelorstudiums Transformation Studies. Art x Science.
Als Initiator des LBG Open Innovation in Science Impact Labs an der Johannes Kepler Universität Linz und ehemaliger Geschäftsführer des LIT Open Innovation Centers der Johannes Kepler Universität Linz leistete Christopher Lindinger wesentliche Beiträge für offene Innovationsansätze in der Wissenschaft.
Seit September 2022 ist Christopher Lindinger als Mitglied des Gründungskonvents mit dem Aufbau des Institute of Digital Sciences Austria (IDSA) in Linz befasst.
Im Oktober 2023 wurde Lindinger als Professor für Kunst & Digitalität an der Universität Mozarteum Salzburg berufen.
In Anbetracht seiner Expertise an den Nahtstellen von Technologie, Kultur und Gesellschaft berät Christopher Lindinger Kommunen, Industriebetriebe und Regierungseinrichtungen im Aufbau von Innovationsstrukturen und Creative Industries. Gleichzeitig arbeitet er als Lehrbeauftragter an  europäischen und internationalen Universitäten, kreiert EU-weite Förderprogramme für die Kreativwirtschaft und gestaltet Curricula für die tertiäre Bildung, zuletzt etwa für den Studiengang Digital Ideation an der Hochschule Luzern.
Darüber hinaus gilt Christopher Lindinger als Architekt der UNESCO City of Media Arts Linz, da er federführend an der Konzeption der Bewerbung um den  Titel beteiligt war.

## Auszeichnungen und Advisory Boards
- Hochbegabten-Förderung des Bundeslands Salzburg 1992–1994
- 1. Platz Österreichischer Wettbewerb für Softwareentwicklung OCG 1993
- 1. Platz Österreichische Informatikolympiade 1993
- Teilnahme Internationale Informatikolympiade IOI 1993 in Argentinien[31]
- Teilnahme Internationale Informatikolympiade IOI 1994 in Schweden[31]
- Nominierung World Technology Award 2002
- Österreichischer Staatspreis Multimedia und e-Business 2005 mit dem Ars Electronica Futurelab[32]
- Vorsitzender Kreativwirtschaftsbeirat des Bundesministeriums für Digitalisierung und Wirtschaftsstandort[33]
- Mitglied City of Media Arts Advisory Board[34]
- Mitglied Fachbeirat Deutsches Museum Nürnberg[35]
- Mitglied Think-Tank überMorgen der Industriellenvereinigung Österreich[36]
- Mitglied wissenschaftlicher Beirat Technisches Museum Wien (Ausstellungsreihe weiter_gedacht_)[37]
- Mitglied Verein Digital:Talents zur Förderung von Talenten im Digitalisierungsbereich[38]
- Mitglied Expertenboard Mehrjahresprogramm 2020–2022 Austria Wirtschaftsservice
- Mitglied Gründungskonvent Institute of Digital Sciences Austria (IDSA)[26]

## Publikationen
- Art Thinking, gemeinsam mit Maria Pfeifer, in: Art in Science Museums: Towards a Post-Disciplinary Approach, Verlag Routledge, Dezember 2019, ISBN 978-1-138-58952-0[39]
- Studie KFV – Sicher leben #18: Berufe der Zukunft in einer automatisierten Mobilitätsumgebung, gemeinsam mit Maria Pfeifer, Nicolas Naveau, 2019, ISBN 978-3-7070-0158-7, PDF
- Von Motten und anderen Meilensteinen: If in Doubt Do It, gemeinsam mit Nina Fuchs, in: form Magazin Nr. 276, März/April 2018, S. 60–67.
- Talking to the RoboCar: New Research Approaches to the Interaction between Human Beings and Mobility Machines in the City of the Future, gemeinsam mit Martina Mara, in: Post City: Habitats for the 21st Century, Ars Electronica 2015: Festival for Art, Technology, and Society, September 2015, ISBN 978-3-7757-4021-0, S. 86–91, PDF (Abstract)
- Project Genesis, gemeinsam mit Matthew Gardiner, Hideaki Ogawa, Horst Hörtner, Gerfried Stocker, in: Meta-Life: Biotechnologies, Synthetic Biology, ALife and the Arts, Leonardo, Volume 48, Juli 2014, doi:10.1162/LEON_r_00996
- The (St)Age of Participation: Audience involvement in interactive performances, gemeinsam mit Martina Mara, Klaus Obermaier, Roland Aigner, Roland Haring, Veronika Pauser, in: Digital Creativity, Juni 2013, S. 119–129, doi:10.1080/14626268.2013.808966
- Tell me your story, robot: Introducing an android as fiction character leads to higher perceived usefulness and adoption intention, gemeinsam mit Martina Mara, Markus Appel, Hideaki Ogawa, Emiko Ogawa, Hiroshi Ishiguro, Kohei Ogawa IEEE Press, HRI '13: The Eighth ACM/IEEE International Conference on Human Robot Interaction, März 2013, doi:10.1109/HRI.2013.648356
- Participatory art cards & archive system for public exhibition: a case study through ars wild card, gemeinsam mit Hideaki Ogawa, Emiko Ogawa, Manuela Naveau, Roland Haring, Matthew Gardiner, Martina Mara, Horst Hörtner, ACM Multimedia Conference, Oktober 2012, doi:10.1145/2393347.2396531
- Spaxels, Pixels in Space A novel mode of spatial display, gemeinsam mit Horst Hörtner, Matthew Gardiner, Roland Haring, Florian Berger, Juni 2012, PDF
- Shadowgram: A case study for social fabrication through interactive fabrication in public spaces, gemeinsam mit Hideaki Ogawa, Martina Mara, Matthew Gardiner, Roland Haring, David Stolarsky, Emiko Ogawa, Horst Hörtner, Proceedings of the 6th International Conference on Tangible and Embedded Interaction, Februar 2012, doi:10.1145/2148131.2148145
- SWITCH: Case study of an edutainment kit for experience design in everyday life, gemeinsam mit Matthew Gardiner, Hideaki Ogawa, Roland Haring, Emiko Ogawa, My Trinh Gardiner, Martina Mara, Horst Hörtner, Proceedings of the 6th International Conference on Tangible and Embedded Interaction, Februar 2012, doi:10.1145/2148131.2148188
- Social brainstorming via interactive fabrication, gemeinsam mit Matthew Gardiner, Hideaki Ogawa, Roland Haring, Emiko Ogawa, Horst Hörtner, Proceedings of the 6th Nordic Conference on Human-Computer Interaction, Oktober 2010, doi:10.1145/1868914.1869000
- The city at hand: Media installations as urban information systems, gemeinsam mit Hideaki Ogawa, Roland Haring, Horst Hörtner, Shervin Afshar, David Stolarsky, Proceedings of the 6th Nordic Conference on Human-Computer Interaction, Oktober 2010, doi:10.1145/1868914.1869000
- JKU LIT @ ARS ELECTRONICA Linz Institute of Technology, Johannes Kepler University: Creative Cohesion, gemeinsam mit Gerald Bast, in: In Kepler’s Gardens: A global journey mapping the ‘new’ world, Ars Electronica 2020: Festival for Art, Technology, and Society, Hatje Cantz Verlag, 2020, ISBN 978-3-7757-4760-8, S. 190–192, PDF
- JKU LIT @ ARS ELECTRONICA Linz Institute of Technology, Johannes Kepler University: Creative Convergences between Art and Science, gemeinsam mit Nina Fuchs, in: A New Digital Deal: How the Digital World Could Work, Ars Electronica 2021: Festival for Art, Technology, and Society, Hatje Cantz Verlag, 2021, ISBN 978-3-7757-5140-7, S. 158–159, PDF
- What If We Embrace Uncertainty?, in: Welcome to Planet B: A different life is possible. But how?, Ars Electronica 2022: Festival for Art, Technology, and Society, Hatje Cantz Verlag, 2022, ISBN 978-3-7757-5363-0, S. 80–81, PDF

## Belege
1. ↑  Fünf neue Vizerektoren für die Linzer Kepler-Uni. In: Der Standard. 8. Juli 2019, abgerufen am 13. April 2020.
2. ↑  Christopher Lindinger tritt Professur für Kunst & Digitalität an. In: Universität Mozarteum. Abgerufen am 4. November 2023.
3. ↑  Ars Electronica für Chef Stocker seit 25 Jahren „der beste Ort“. 2. Januar 2020, abgerufen am 13. April 2020.
4. ↑  Legal framework for STARTS Collaborations. In: Ars Electronica. Abgerufen am 13. April 2020.
5. ↑  Christopher Lindinger. In: European Forum Alpbach. Archiviert vom Original (nicht mehr online verfügbar) am 7. April 2020; abgerufen am 13. April 2020.  Info: Der Archivlink wurde automatisch eingesetzt und noch nicht geprüft. Bitte prüfe Original- und Archivlink gemäß Anleitung und entferne dann diesen Hinweis.
6. 1 2 3  Christopher Lindinger. In: uniko – Österreichische Universitätenkonferenz. Abgerufen am 13. April 2020.
7. ↑  Camilla Rossi-Linnemann, Giulia de Martini: Art in Science Museums: Towards a Post-Disciplinary Approach. Routledge, 2019, ISBN 978-0-429-95836-6 (google.at [abgerufen am 13. April 2020]).
8. ↑  Gullivers Welt. In: Ars Electronica. Ehemals im Original (nicht mehr online verfügbar); abgerufen am 13. April 2020. (Seite nicht mehr abrufbar. Suche in Webarchiven)
9. ↑  Gesten – gestern, heute, übermorgen. In: Gesten im Museum. Abgerufen am 13. April 2020.
10. ↑  Sparks. In: Ars Electronica. Ehemals im Original (nicht mehr online verfügbar); abgerufen am 19. April 2020. (Seite nicht mehr abrufbar. Suche in Webarchiven)
11. ↑  Afsnit I: A new innovation camp and festival in copenhagen. In: Ars Electronica. Archiviert vom Original (nicht mehr online verfügbar) am 7. April 2020; abgerufen am 13. April 2020.
12. ↑  Christopher Lindinger. In: Creative Business Network. Archiviert vom Original (nicht mehr online verfügbar) am 7. April 2020; abgerufen am 13. April 2020.  Info: Der Archivlink wurde automatisch eingesetzt und noch nicht geprüft. Bitte prüfe Original- und Archivlink gemäß Anleitung und entferne dann diesen Hinweis.
13. ↑  Partner. In: Ars Electronica. Abgerufen am 13. April 2020.
14. ↑  Ferrando, Nicolas: Ars Electronica Center. Edition Lammerhuber, Baden bei Wien 2009, ISBN 978-3-901753-16-9 (morawa.at [abgerufen am 13. April 2020]).
15. 1 2  Elisabeth Oberndorfer: Wie die Ars Electronica Autokonzerne in die Zukunft führt. In: Neue Zürcher Zeitung. 10. November 2016, abgerufen am 13. April 2020.
16. ↑  Der Mercedes-Benz F 015 Luxury in Motion bei der Ars Electronica 2015. In: Ars Electronica. Abgerufen am 13. April 2020.
17. ↑  Kerstin Pell, Christopher Lindinger: Innovation through Universitas. In: Next Renaissance. Abgerufen am 4. November 2023.
18. ↑  Christopher Lindinger, Gerald Bast: Creative Cohesion. In: Archive Ars Electronica Center. Abgerufen am 4. November 2023.
19. ↑  Christopher Lindinger, Nina Fuchs: Creative Convergences between Art and Science. In: Archive Ars Electronica Center. Abgerufen am 4. November 2023.
20. ↑  Christopher Lindinger: What If We Embrace Uncertainty? In: Archive Ars Electronica Center. Abgerufen am 4. November 2023.
21. ↑  Making Art & Science visible. In: Art & Science Map. Abgerufen am 4. November 2023.
22. ↑  EIT Culture & Creativity: Großer Erfolg für Österreichs Kreativwirtschaft. In: APA-OTS. Abgerufen am 4. November 2023.
23. ↑  Transformation Studies. Art x Science. In: Johannes Kepler Universität. Abgerufen am 4. November 2023.
24. ↑  Wissenschaft, Wirtschaft und Kunst im Dialog: Utopie statt Dystopie – wie kann Forschung uns die Zukunft bringen, die wir uns wünschen? In: Ludwig Boltzmann Gesellschaft Open Innovation in Science Center. 18. Juni 2021, abgerufen am 4. November 2023.
25. ↑  Team im LIT Open Innovation Center. In: Johannes Kepler Universität. Archiviert vom Original am 3. Juni 2023; abgerufen am 4. November 2023.  Info: Der Archivlink wurde automatisch eingesetzt und noch nicht geprüft. Bitte prüfe Original- und Archivlink gemäß Anleitung und entferne dann diesen Hinweis.
26. 1 2  Institute of Digital Sciences Austria (IDSA) – eine neue innovative Technische Universität für Digitalisierung und digitale Transformation in Österreich. In: Bundesministerium Bildung, Wissenschaft und Forschung. Abgerufen am 4. November 2023.
27. ↑  VISION 2025+ Umgeben von Technik, 2.0. In: TU Wien. Abgerufen am 13. April 2020.
28. ↑  Christopher Lindinger, Martina Mara, Klaus Obermaier, Roland Aigner, Roland Haring: The (St)Age of Participation: audience involvement in interactive performances. In: Digital Creativity. Band 24, Nr. 2, 1. Juni 2013, ISSN 1462-6268, S. 119–129, doi:10.1080/14626268.2013.808966 (tandfonline.com [abgerufen am 13. April 2020]).
29. ↑  Digital Ideation in der Übersicht. In: Hochschule Luzern. Abgerufen am 13. April 2020.
30. ↑  Christopher Lindinger: Linz ist UNESCO City of Media Arts. In: Linz – UNESCO City of Media Arts. Abgerufen am 13. April 2020.
31. 1 2  Internationale Olympiade aus Informatik IOI – Die österreichischen Teilnehmer und Teilnehmerinnen der letzten Jahre. In: Österreichische Computer Gesellschaft. Archiviert vom Original (nicht mehr online verfügbar) am 7. April 2020; abgerufen am 13. April 2020.
32. ↑  Staatspreis für „Gullivers Welt“. In: Der Standard. 8. November 2005, abgerufen am 13. April 2020.
33. ↑  Mitglieder des Kreativwirtschaftsbeirats. In: Bundesministerium für Digitalisierung und Wirtschaftsstandort. Abgerufen am 13. April 2020.
34. ↑  Members of the Advisory Board. In: Linz – UNESCO City of Media Arts. Abgerufen am 13. April 2020.
35. ↑  Fachbeirat Deutsches Museum Nürnberg. In: Deutsches Museum Nürnberg. Abgerufen am 13. April 2020.
36. ↑  Der Zukunftsmonitor. In: überMorgen. Abgerufen am 13. April 2020.
37. ↑  Losgröße 1 – Technisches Museum Wien 2018. In: Ars Electronica. Ehemals im Original (nicht mehr online verfügbar); abgerufen am 13. April 2020. (Seite nicht mehr abrufbar. Suche in Webarchiven)
38. ↑  digital:talents. In: digital:talents. Abgerufen am 13. April 2020.
39. ↑  Art in Science Museums: Towards a Post-Disciplinary Approach. In: Routledge Taylor & Francis Group. Abgerufen am 13. April 2020.

| Personendaten    | Personendaten                                                        |
| ---------------- | -------------------------------------------------------------------- |
| NAME             | Lindinger, Christopher                                               |
| KURZBESCHREIBUNG | österreichischer Innovationsforscher, Informatiker und Kulturmanager |
| GEBURTSDATUM     | 20. April 1977                                                       |
| GEBURTSORT       | Hallein                                                              |